# Evento Mid-Brunhes
L'evento Mid-Brunhes (MBE) è un mutamento importante nel pattern delle glaciazioni quaternarie. Corrisponde grosso modo alla transizione tra il MIS 12 e il MIS 11 (Terminazione V), circa 430 ka (migliaia di anni) fa.
È riscontrabile in molte carote di sedimenti marini e carote di ghiaccio antartiche e consiste in un aumento dell'ampiezza dei cicli glaciali/interglaciali, che passano da un regime a 41 ka (legato al periodo di variazione dell'inclinazione dell'asse terrestre) ad un regime a 100 ka (dominato dalla variazione di eccentricità orbitale).
Si osserva anche un aumento delle variazioni del volume della massa glaciale, con picchi e valli molto più ampi e marcati.